# Cresta (sistema esquelético)
En el esqueleto, se denominan crestas a las zonas salientes o bordes que poseen los huesos.
En morfología se denomina cresta a una protuberancia ósea que, como en el caso de la cresta pectinia de la superficie posterior del fémur donde asienta el músculo pectineo, sirve de punto de inserción a un músculo.
En algunas descripciones de medicina, anatomía y fisionomía, se describen como crestas algunas protuberancias de partes del cuerpo, cuando las recorren de forma longitudinal y prominente (p.ej. la cresta que formarían los bultos visibles de las vértebras, la cresta ilíaca de la pelvis, o la cresta del esternón llamada carina en las aves.)